# Stirling (wyspa)
Stirling – mniejsza wyspa w grupie Treasury Islands na Wyspach Salomona, położona na 7°21′00,000″S 155°34′00,001″E/-7,350000 155,566667. Jest oddzielona od większej wyspy Mono przez Blanche Harbor. Wyspa jest zbudowana z koralowców i była kiedyś częścią rafy, otaczającej wyspę Mono.
Stirling nie ma stałej populacji, ale na wyspie znajduje się amerykański pas startowy i inne pozostałości po II wojnie światowej.
W maju 2011 roku, ówczesny premier Wysp Salomona, Danny Philip, prowadził negocjacje z australijskim rządem, by udostępnić opuszczoną bazę lotniczą dla osób ubiegających się o azyl. Zanim zostały przerwane, negocjacje osiągnęły zaawansowane stadium.